# John Pérez
John A. Pérez (28 september 1969) is een Amerikaans voormalig vakbondsman en politicus van de Democratische Partij uit Californië. 

## Loopbaan
Zeven jaar lang werkte John Pérez voor de United Food and Commercial Workers, een vakbond die supermarktpersoneel vertegenwoordigt. 
Pérez zetelde van 1 maart 2010 tot 12 mei 2014 in het California State Assembly, waar hij verkozen werd tot voorzitter of Speaker. In 2013 kondigde Pérez aan dat hij zich niet herverkiesbaar zou stellen als lid van het assemblée, maar dat hij kandidaat was om State Controller te worden, financieel directeur van de staat. Pérez eindigde derde; zijn partijgenote Betty Yee won de verkiezing. Hoewel hij eerst om een hertelling vroeg in 13 county's, gaf Pérez een maand na de verkiezing toch toe verloren te hebben. Daarna werd John Pérez een regent van de Universiteit van Californië.
Pérez is homoseksueel en zette zich als parlementslid in voor de lgbt-gemeenschap in Californië. Hij was de eerste niet-heteroseksuele voorzitter van het California State Assembly.